# زنگنه (صابرآباد)
زنگنه (به لاتین: Zəngənə) یک منطقه مسکونی در جمهوری آذربایجان است که در شهرستان صابرآباد واقع شده است. زنگنه ۲۳۷۹ نفر جمعیت دارد.